# Sawwacjusz (Zagriebielny)
Sawwacjusz, imię świeckie Siergiej Nikołajewicz Zagriebielnyj (ur. 5 sierpnia 1967 w Sosnowskim) – rosyjski biskup prawosławny. 

## Życiorys
Absolwent Omskiej Wyższej Ogólnowojskowej Szkoły Dowódczej (dyplom w 1988). Został skierowany na służbę w komisji wojskowej miasta Peczenga w stopniu porucznika. W 1990 ożenił się i przyjął chrzest; jego małżeństwo zostało zakończone rozwodem w 1999, ze związku tego urodziła się córka Anastasija. W 1993 został przeniesiony na stanowisko zastępcy rejonowej komisji wojskowej w Czistooziernym (obwód nowosybirski), zaś w 1995 – do komisji wojskowej w Tarze. 
4 listopada 1995 został wyświęcony na diakona, zaś następnego dnia – na kapłana. W lipcu 1996 został przeniesiony do rezerwy. Równocześnie objął obowiązki proboszcza parafii św. Mikołaja w Ust'-Iszymie; równocześnie koordynował prace nad odbudową cerkwi św. Bazylego Wielkiego we wsi Wiatka. W 1999 zaczął organizować przy niej wspólnotę mniszą. W 2002 złożył wieczyste śluby mnisze. Wiosną 2005 został przełożonym połączonych wspólnot mniszych z Wiatki i ze wsi Bolszekułaczje. Rok później ukończył seminarium duchowne w Tobolsku. W 2007 otrzymał godność ihumena. 
6 czerwca 2012 Święty Synod Rosyjskiego Kościoła Prawosławnego nominował go na biskupa tarskiego i tiukalińskiego. W związku z tą decyzją otrzymał godność archimandryty. Jego chirotonia miała miejsce 21 lipca 2012 w soborze Objawienia Pańskiego w Moskwie z udziałem konsekratorów: patriarchy moskiewskiego i całej Rusi Cyryla, metropolitów taszkenckiego i uzbeckiego Wincentego, sarańskiego i mordowskiego Warsonofiusza, omskiego i tawriczeskiego Włodzimierza, arcybiskupa istrińskiego Arseniusza, biskupów woskriesieńskiego Sawy i sołniecznogorskiego Sergiusza.
W 2021 r. został przeniesiony do eparchii moskiewskiej miejskiej, z tytułem biskupa bronnickiego. W roku następnym powierzono mu kierowanie eparchią biszkecką.